# Дубриницько-Малоберезнянська сільська територіальна громада
Дубриницько-Малоберезнянська сільська громада — територіальна громада в Україні, в Ужгородському районі Закарпатської області. Адміністративний центр — село Дубриничі.
Площа громади —  км², населення —  мешканців (2020).
Утворена 12 червня 2020 року шляхом об'єднання Дубриницької і Новоселицької сільських рад Перечинського району та Буківцівської, Малоберезнянської, Смереківської і Чорноголівської сільських рад Великоберезнянського району.

## Населені пункти
У складі громади 9 сіл:
- с. Дубриничі
- с. Пастілки
- с. Новоселиця
- с. Буківцьово
- с. Малий Березний
- с. Завосина
- с. Мирча
- с. Смереково
- с. Чорноголова

У Дубриницько-Малоберезнянській сільській громаді народився та проживав Герой України - Віталій Вікторович Янчик. Він відзначився у ході російсько-українського вторгнення у 2022 році.